# Mayista
Mayista (término aceptado por el Diccionario de la Real Academia) o mayólogo es quien se especializa en el estudio del idioma maya o la cultura maya. Para el estudio de la civilización maya, se han requerido especialistas de diversas disciplinas, entre ellas la arqueología, epigrafía, etnología, lingüística, historia, arquitectura, y astronomía.

## La conquista
Cuando los conquistadores españoles llegaron a la región que habitaban los mayas, la cultura se encontraba en decadencia, las grandes ciudades habían sido abandonadas, y las tribus se encontraban rivalizando entre sí. En la península de Yucatán se había desintegrado la Liga de Mayapán y el área se había dividido en 16 jurisdicciones o kuchkabales. Durante un período de 20 años, Francisco de Montejo, Francisco de Montejo y León "el Mozo" y Francisco de Montejo, el Sobrino se dieron a la tarea de conquistar el área norte de los mayas, finalizando en 1547. En el área del Petén Itzá, los itzá y los couohes (también ko'wojes), fueron conquistados por Martín de Ursúa 150 años después, en 1697.

## Destrucción de códices por el obispo Landa

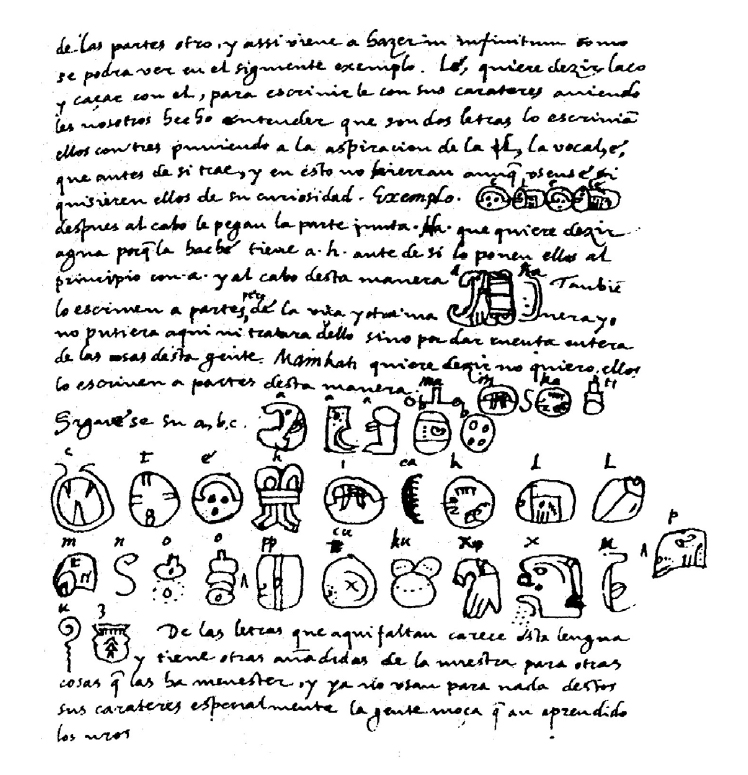
"Manuscritos de Diego de Landa".

Muy poca evidencia escrita en papel amate se tiene al respecto de la civilización maya. Diego de Landa, obispo de Yucatán realizó el 12 de julio de 1562 un Auto de fe en Maní, el cual consistió en incinerar entre otras cosas, casi la totalidad de los códices mayas, por considerarse material diabólico y contrario a la religión Católica. Los pocos registros y tradiciones fueron recogidos por él mismo, Landa escribió los manuscritos conocidos como Relación de las cosas de Yucatán, en los cuales brevemente describió la religión y escritura maya en 1566.
En el siglo XVII el franciscano Diego López de Cogolludo revisó los manuscritos de Landa y escribió el libro "Historia de Yucatán", tras 23 años después de su muerte el dominico Alonso Sandín revisó el libro y lo publicó en 1688, sin embargo no trascendió ni tuvo gran difusión. La obra de Cogolludo se reimprimió en 1842 y 1867.
Por otra parte, los manuscritos originales de Landa, habían sido archivados, quedando en el olvido por casi 200 años, hasta que en 1862 el abad Charles Étienne Brasseur de Bourbourg los descubrió en la Real Academia de la Historia en Madrid. El material respaldó la obra de Cogolludo y ha sido pieza fundamental para la comprensión de la cultura maya.

## Los primeros mayistas

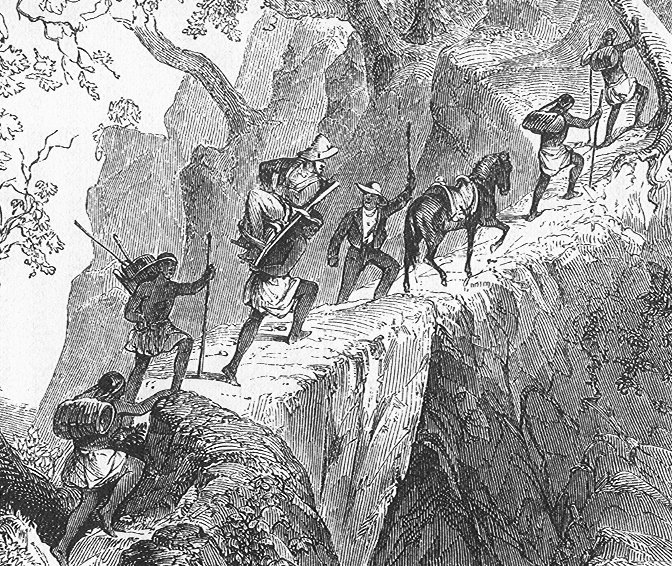
Litografía del libro Incidents of Travel in Central America, Chiapas, and Yucatan realizada por Frederick Catherwood compañero de viaje de Stephens.

Durante la existencia de la Nueva España, no hubo ningún interés en el estudio de la civilización maya, después de la Independencia de México en el siglo XIX la situación social tampoco permitió los avances en la materia. Incluso Yucatán se independizó de la República Mexicana dos veces, por lo que existió un ambiente bélico en la península de Yucatán, el cual dificultó la exploración de la zona.
Con el transcurso del tiempo, las crónicas de Indias escritas en el siglo XVI que describían grandes ciudades, habían sido consideradas como exageradas y fantasiosas. Pero a finales del siglo XVIII, Palenque y otras ciudades comenzaron a ser conocidas, entonces las exageraciones de los cronistas tomaron otro matiz, los eruditos comenzaron a preguntarse el origen de la construcción de esas ciudades. En esa época se descartó a los indígenas como posibles constructores, pues eran considerados como seres inferiores y salvajes que durante el siglo XVI cubrían sus cuerpos con pieles, vivían en chozas, que poseían armas rudimentarias y que eran incapaces de cualquier tipo de actividad intelectual o creadora. 
El mundo científico debatió las probabilidades de que los constructores hubiesen sido los fenicios, los egipcios o los judíos. Esta eurocéntrica corriente de opinión llegó incluso hasta comienzos del siglo XIX, época de Lord Kingsborough (Edward King, Vizconde de Kingsborough), autor de The Antiquites of Mexico, quien afirmó en su obra que los aborígenes americanos pertenecían a las "Diez Tribus perdidas de Israel".

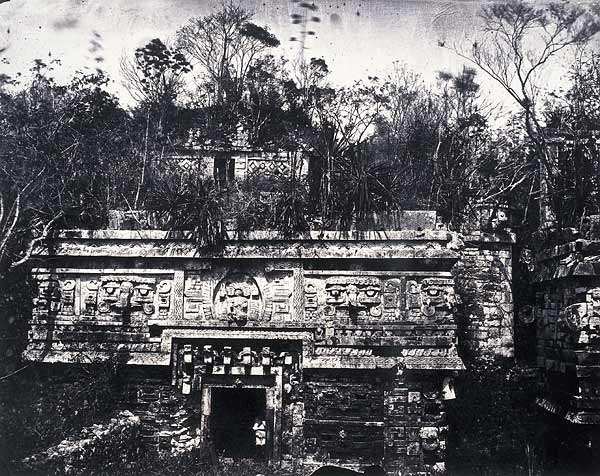
Fotografía del Palacio de las monjas en la zona sur de Chichén Itzá tomada por Désiré Charnay en 1859.

En 1839, John Lloyd Stephens y Frederick Catherwood visitaron la zona arqueológica de la antigua ciudad de Copán en América Central, como primera instancia Stephens decía y concluía que: "América, dicen los historiadores, estuvo habitada por salvajes, pero los salvajes nunca labraron esas piedras".., no obstante tras continuar explorando otras ciudades de la cultura maya, poco a poco se fueron convenciendo de la posibilidad de que las construcciones fueran obra de los nativos locales, en la obra "Views" de 1844, Catherwood mencionó: "El señor Stephens y yo, después de un examen preciso y comparativo de los restos antiguos, concluímos que las ruinas NO son de una antigüedad inmemorial, obra de razas desconocidas, sino que, como ahora lo vemos, fueron ocupadas y posiblemente erigidas por las tribus indias que poseían el territorio en la época de la conquista española, que son la producción de una escuela de arte indígena, adaptada a las circunstancias naturales del país y la política civil y religiosa que entonces prevalecía, y que representan sólo analogías ligeras y accidentales con las obras de cualquier pueblo o cualquier país del Viejo Mundo". Desde luego, parte de la comunidad científica rebatió esta aseveración, años después en 1862 con el descubrimiento de la obra de Landa, las primeras conclusiones de Stephens y Catherwood se consideraron más serias.
Hacia 1868 otro estudioso, este yucateco, Juan Pío Pérez, concluiría su denominado Códice Pérez, que habría de reconfigurar y enriquecer el conocimiento de la lengua y de la cultura maya en Yucatán de aquel entonces. 
A finales del siglo XX, los glifos mayas terminaron por ser descifrados. En la actualidad se tiene un conocimiento más profundo y completo del significado de la escritura en estelas y en los tres códices que sobrevivieron al auto de fe destructivo que llevó a cabo Diego de Landa en el siglo XVI.

## Mayistas notables
- Juan Pío Pérez (1798 - 1859)
- Alfredo Barrera Vásquez (1900-1980)
- Antonio Mediz Bolio (1884-1957)
- Juan Francisco Molina Solís (1850-1932)
- Diego de Landa (1524-1579)
- Charles Étienne Brasseur de Bourbourg (1814-1874)
- Frederick Catherwood (1799-1854)
- Désiré Charnay (1828-1915)
- Napoleón Cordy (1902-1977)
- Ernst Förstemann (1822-1906)
- William Edmond Gates (1863-1940)
- Alfred V. Kidder (1885-1963)
- Yuri Knorozov (1922-1999)
- Floyd Lounsbury (1914 -1998)
- Teobert Maler (1842 -1917)
- Alfred Maudslay (1850 - 1931)
- Modesto Méndez (1801-1863)
- Sylvanus Morley (1883-1948)
- Augustus Le Plongeon (1825-1908)
- Tatiana Proskouriakoff (1909-1985)
- Léon de Rosny (1837-1914)
- Ralph L. Roys (1879-1965)
- Linda Schele (1942 - 1998)
- John Lloyd Stephens (1805-1852)
- Eric S. Thompson (1898-1975)
- Alfonso Villa Rojas (1897-1998)
- Jean-Frédéric Waldeck (1766-1875)
- Gordon Willey (1913-2002)
- Paul H. Nesbitt (1904 - 1985)

## Mayistas vigentes en el siglo XXI
- Nikolai Grube (1962 -)
- Stephen D. Houston (1958- )
- Simon Martin
- Mary Miller (1952 - )
- David Stuart (1965- )
- Karl Taube (1957- )
- Ruud Van Akkeren (1956- )